# NGC 1964
NGC 1964 is een balkspiraalstelsel in het sterrenbeeld Haas. Het hemelobject werd op 20 november 1784 ontdekt door de Duits-Britse astronoom William Herschel.

## Synoniemen
- ESO 554-10
- MCG -4-14-3
- IRAS05312-2158
- PGC 17436